# Plaza de Ibiza
La plaza de Ibiza (en catalán: plaça d'Eivissa) está situada en el barrio de Horta, Barcelona. Tiene un área de 924 m² y forma parte del núcleo antiguo del barrio de Horta. La plaza fue conocida como plaza del Mercado hasta que en 1907, unos años después de la agregación de Horta en Barcelona, el ayuntamiento le cambió el nombre por el actual de plaza de Ibiza. En 1921 se aprobó un proyecto de ensanchamiento para hacerla más grande y menos irregular. Desde 1967 llega el metro, con una salida de la L5, comunicada también con la calle Tajo. Actualmente es una zona residencial en la que se pueden encontrar en determinadas ocasiones, como por ejemplo en el día de San Jorge u otras celebraciones y fiestas, pequeños comercios ambulantes.